# Famille d'Arbignon
La famille d'Arbignon est une famille de ministériaux, originaire du canton du Valais et éteinte au XVIIe siècle.

## Histoire
La famille d'Arbignon est attestée au tout début du XIIIe siècle. Son nom provient d'un hameau disparu d'Arbignon, près de Collonges, dont elle détient la métralie.
Vassaux des comtes de Savoie et des abbés de Saint-Maurice, les membres de cette famille obtiennent des possessions importantes tant dans le Chablais savoyard et vaudois ainsi qu'en Bas-Valais.

## Armoiries
Les armes sont : d'azur au sautoir d'or chargé de cinq roses de gueules boutonnées du second et pointées de sinople.
Ces armes ont été reprises, en 1936, par la commune de Collonges pour son blason.